# Dunais'ke
Dinajsbke  (ucraniano: Дунайське) es una localidad del Raión de Izmail en el Óblast de Odesa de Ucrania. Según el censo de 2001, tiene una población de 334 habitantes.